# Ковалевский, Пётр Евграфович
Пётр Евграфович Ковалевский (16 (29) декабря 1901, Санкт-Петербург — 27 апреля 1978 (по другим данным — 4 мая 1978), Париж) — русский историк, религиозный мыслитель, исследователь русской эмиграции.

## Биография
П. Е. Ковалевский родился в 1901 году в Петербурге, где и прошел курс классической гимназии. Семья Ковалевских дала России целый ряд известных представителей науки в различных ее областях. Отец и мать автора сделали много для народного просвещения в России.
Десять поколений рода Ковалевских работали в деле просвещения русского народа, приняв и близкое участие в земской и судебной реформах и в освобождении крестьян.
Эмигрировал во Францию в 1920 году. По окончании  историко-филологического факультета и русского юридического факультета Парижского университета, а также ряда других высших учебных заведений, был назначен сначала преподавателем русского языка, словесности и русской истории в лицее Мишеле в Париже. В 1922 году окончил Сорбонну, в 1926 году защитил диссертацию «Лесков, недооцененный бытописатель русской жизни» на степень доктора историко-филологических наук. В 1930 году ему было поручено чтение лекций по-русски и по-французски на русском отделении Сорбонны.
Преподавал латинский язык в Свято-Сергиевском богословском институте (1925—1949), историю Церкви в Институте святого Дионисия, в Русском научном институте.
Декан Института святого Дионисия в Париже. Активный член Русского студенческого христианского движения (РСХД) и Французского общества друзей Православия. Один из основателей Братства святого Фотия.
В течение долгих лет П. Е. Ковалевский был председателем Федерации студенческих организаций и генеральным секретарем Комитета по обеспечению высшего образования русскому юношеству за рубежом. Читал лекции и проводил беседы в организациях молодежи и просветительских кружках. Его неоднократно приглашали для чтения лекций по русской литературе и истории России в университетские центры Франции, Бельгии, Англии, Германии и Швейцарии.
После войны П. Е. Ковалевский принял активное участие в организации в Париже Русского высшего научного института. 
Его «История России» получила премию французской Академии в сфере политических и моральных наук, а его «Исторический путь России» вышел пятью изданиями. Опубликовал несколько десятков книг и  сотни статей по литературе и российской истории.
Был старшим иподиаконом митрополита Евлогия (Георгиевского).

## Публикации
- N. Leskov. — Paris, 1926. 268 p.
- Petit guide liturgique a l’usage de ce qui frequentent les services dans les eglises orthodoxex russes. — Paris, 1938, 1940, 1945, 1953.
- L’unite de l’Eglise: Rencontres avec l’Occident. — Chauny, 1943.
- Manuel de l’histoire russe. — Paris, 1948. 350 p.
- Исторический путь России: Синтез русской истории по новейшим данным науки. — Париж: Изд. автора, 1949. 130 с.
- Русское рассеяние. — Париж, [б/д] (Французский перевод — La dispersion russe. — Chauny, 1951. 44 p.).
- Род Ковалевских. — Париж, 1951. 44 с. (Французский перевод — 1954).
- Exposé de la foi catholique-orthodoxe. — Paris, 1957.
- Saint Serge et la spiritualité russe. — Paris: Seuil, 1958. 190 p. (Испанский перевод).
- Наши достижения. — Мюнхен, 1960. 55 с.
- L’Atlas culturel et historique de la Russie et du Monde Slave. — Paris, 1961. 217 p. (Немецкий перевод).
- Histoire de la Russie et de l’URSS. — Paris, 1970. 420 p.
- Зарубежная Россия: История и культурно-просветительная работа русского зарубежья за полвека (1920—1970). — Paris: Libr. des cinq continents, 1971. 347 с. (Etudes russes; Vol. 3).
- Зарубежная Россия: Дополнительный выпуск. — Paris: Libr. des cinq continents, 1973. 147 c. (Etudes russes; Vol. 5).
- Дневники. Т. 1. 1918—1922. — СПб.: Европейский дом, 2001. 547 c.
- Из дневников: сентябрь 1944 года — август 1946 года / Публ. и примечания Н. Г. Росса // Церковь и время. — 2007. — № 1(38). — С. 144—207.
- Православные святыни Франции Архивная копия от 14 января 2022 на Wayback Machine. «Церковный вестник Западно-Европейской епархии», декабрь 1927 – апрель 1929 гг.